# Thaidasys
Thaidasys is een geslacht van buikharigen uit de familie van de Macrodasyidae. De wetenschappelijke naam van het geslacht soort werd voor het eerst geldig gepubliceerd in 2015 door Todaro, Dal Zotto en Leasi.

## Soort
- Thaidasys tongiorgii Todaro, Dal Zotto & Leasi, 2015